# Yaginumaella simoni
Yaginumaella simoni là một loài nhện trong họ Salticidae. Loài này được phát hiện ở Bhutan.